# Tidebön

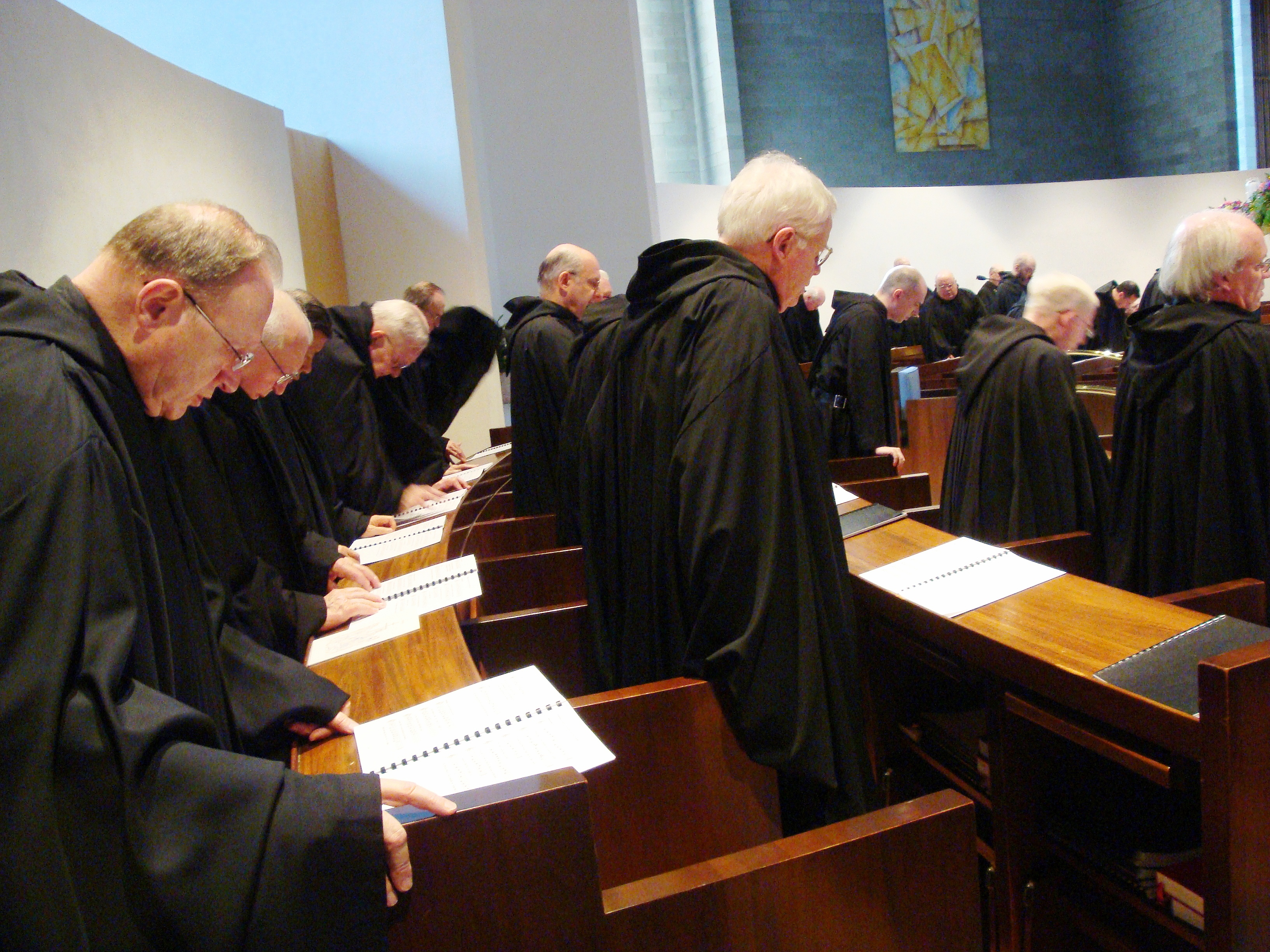
Benediktinmunkar ber vesper.

Tidebön är olika religioners system med böner som bes vid särskilda tidpunkter under dagen. Judendomens tradition med speciella bönetider fördes vidare till kristendomen, islam och bahai och utvecklades där på olika sätt.

## Inom judendomen
Traditionellt bes böner tre gånger dagligen med en fjärde som läggs till på sabbat och helgdagar. Se judisk efterlevnad.

## Kristen tidegärd
Det vanliga namnet för kristen tidebön är på svenska tidegärd. Det medeltida namnet officium känns igen i engelskans uttryck för tidegärden, Holy Office. Officium är även namnet på tidegärdens texter för en viss dag. Traditionellt har tidegärden mestadels varit sjungen, och kallas då korbön.[källa behövs]
Tidegärden är en liturgisk böneform, där man vid bestämda tider under dygnet ber med texter ur Bibeln, främst Psaltaren och de tre nytestamentliga lovsångerna: Sakarias, Marias och Symeons samt hymner och förböner. Tidebönstraditionen är i första hand odlad i kloster och prästerskap, där den ofta är obligatorisk. Särskilt morgonbön och aftonbön kan ibland firas i tidegärdens form inom ramen för en församling.

### Västkyrklig tradition
I västkyrkan var det traditionella bönespråket latin. Från reformationen har tidebönen förrättats på folkspråket, från Andra Vatikankonciliet på 1960-talet även inom Romersk-katolska kyrkan. Den allmänt gällande versionen av tidegärden enligt romersk rit (efter beslut av Andra Vatikankonciliet 1963) utkom 1971 (ny edition 1985) under titeln Liturgia horarum. En preliminär svensk version av denna utkom 1990 under titeln Kyrkans dagliga bön, och en mer definitiv utgåva utkom i november 2021, Timmarnas liturgi. Tidegärden enligt påven Paulus VI:s apostoliska konstitution Laudis canticum av den 1 november 1970. I denna ordning ber man Psaltarens psalmer under loppet av fyra veckor, och utgåvan innehåller omkring 300 svenska hymner, varav en tredjedel är nyskrivna.

#### Bönestunderna
De vanligaste bönestunderna enligt Liturgia horarum är följande. Läsningsgudstjänst och laudes kan föregås av invitatorium.
- Läsningsgudstjänst (officium lectionis) – ursprungligen en nattbön, med tre psaltarpsalmer, en längre bibelläsning med responsorium, samt en läsning ur kyrkofäderna eller helgonens skrifter med responsorium. Innehåller på söndagar, högtider och fester Te Deum. Numera inte knuten till viss tid på dygnet.
- Laudes – högtidlig morgonbön. Innehåller två psaltarpsalmer och ett gammaltestamentligt canticum, en kort bibelläsning med responsorium, Sakarias lovsång (Benedictus) och förböner inför den kommande dagen.
- Middagsbön – förrättas någon gång under dagen som antingen ters, sext eller non (se nedan), beroende på tidpunkten.
- Ters – förmiddagsbön vid tredje timmen, det vill säga klockan 09.00.
- Sext – en bönestund vid "sjätte timmen", middagsbön klockan 12.00.
- Non – eftermiddagsbön klockan 15.00.
- Vesper – högtidlig aftonbön omkring klockan 18.00. Innehåller två psaltarpsalmer, ett canticum ur Nya testamentet, en kort bibelläsning med responsorium, Marias lovsång (Magnificat), samt förböner för världen, kyrkan och de avlidna.
- Completorium – bön före sänggåendet. Innehåller en eller två psaltarpsalmer, en kort bibelläsning med responsoriet "I dina händer, Herre Gud, befaller jag nu min ande", Symeons lovsång (Nunc dimittis), samt en avslutande Maria-antifon.

Andra bönetider är:
- Vigilia – längre form av Läsningsgudstjänsten hållen natten före sön- och helgdag, med ytterligare tre cantica ur Gamla testamentet samt ett av påskens evangelier.
- Prim – var en sen morgonbön vid första timmen, omkring klockan 07.00 (avskaffad i Liturgia horarum).

Under medeltiden bestod tidebönerna av en vigilia (som när den flyttas till morgonen kallas matutin), laudes (morgonbön), prim, ters, sext och non (vid första, tredje, sjätte och nionde timmen, det vill säga kl. 6, 9, 12 och 15), vesper (aftonsång) och completorium (aftonbön). Ordningen i Liturgia horarum följs i den ekumeniska Tidegärden – Kyrkans dagliga bön (1995), utgiven gemensamt av Svenska kyrkan, Romersk-katolska kyrkan och Svenska Missionsförbundet. På senare år har ytterligare en rad tidegärdsböcker publicerats på svenska.
Med påve Benedictus XVI:s motu proprio Summorum pontificum av den 7 juli 2007 blev den äldre latinska tidegärden, reformerad av påve Pius X 1911, där hela psalteriet reciteras under loppet av en vecka, åter en del av den romerska riten. I denna är ordningen från medeltiden delvis bevarad, med bland annat prim och matutin, men i kraftigt förkortad form. Denna version av den latinska kyrkans tidegärd bedjes endast på latin. Den är vanlig bland en rad prästsällskap, som till exempel Kristus konungens institut. Detta medgivande är delvis återkallat genom påven Franciskus motu proprio Traditionis custodes av den 16 juli 2021, som kraftigt inskränker rätten att använda de liturgiska böcker som publicerades av Johannes XXIII 1962 i väntan på Andra Vatikankonciliets liturgiska reformer, beslutade i december 1963 och genomförda under Paulus VI:s och Johannes Paulus II:s innehav av påveämbetet.
I Sverige kvarlevde tidegärden länge efter reformationen, i synnerhet i domkyrkorna och vid prästutbildningarna. Men under slutet av 1600-talet föll den ur bruk och ersattes av olika predikogudstjänster. I den enskilda andakten torde den dock ha levt kvar i modifierad form; till exempel krävde Luther i Stora katekesen att präster skulle läsa ur Bibeln och be Herrens bön på bestämda tider under dagen. Den traditionella svenska tidegärden återupplivades under 1900-talet av Arthur Adell och Knut Peters. Psalmbokens En liten bönbok har ordningar för regelbundna morgon- och aftonböner, efter mönster från tidegärden.
Katolska präster är från och med diakonatet förpliktade att be tidegärden dagligen, ständiga diakoner ber åtminstone laudes och vesper; en liknande föreskrift finns i delar av den anglikanska kyrkan. Svenska kyrkans präster är inte ålagda regelbunden bön, men sedan början av 1900-talet använder många präster olika upplagor av Adells och Peters Den svenska tidegärden. Den senaste utgåvan är från 2019.

#### Tidegärdens grundstruktur
Tidebönernas struktur skiljer sig något mellan olika kyrkofamiljer och mellan olika riter inom Romersk-katolska kyrkan. Inom ärkestiftet Milano med omnejd följer man den ambrosianska ordningen, som avviker från den romerska på en rad punkter. De orientaliska riterna utgår från en helt annan grundstruktur än den västliga, men grundtanken är att dygnets alla tider ska helgas genom kyrkans officiella bön.
Anglikaner låter traditionellt, i den allmänna bönboken, den nytestamentliga lovsången följas av ännu en bibelläsning, ännu en nytestamentlig lovsång och en trosbekännelse före förbönerna, och infogar traditionellt tre kollektböner och en körsång före välsignelsen. Nyare anglikanska gudstjänstböcker, som exempelvis Common Worship (2000) har dock närmat sig romersk rit.

#### Helgonofficier och rimofficier
Under medeltiden diktades särskilda partier till tidegärden knutna till enskilda helgon och en historia om helgonet, helgonofficier. När dessa var rimmade kunde de kallas rimofficier. Officiets hymner, antifoner och responsorier vävdes ihop med den ordinarie tidegärdens psaltarpsalmer och andra obligatoriska tidegärdselement, så att dagens tidegärd kom att kretsa kring det helgon man firade för dagen. Birgittinordens officium Cantus sororum är ett officium som sträcker sig över en hel vecka. Ordens tidegärd har senare gjorts om och moderniserats, men delar av det ursprungliga officiet kvarstår.
Elin av Skövdes helgonberättelse känner vi genom det helgonofficium tillägnat henne, som Brynolf Algotsson författade.

### Östkyrklig tradition
De ortodoxa kyrkornas tideböner skiljer sig till formen mycket från de västliga, om än skelettets beståndsdelar - en bönegudstjänst uppbyggd av mindre delar, däribland reciterade bibeltexter och särskilt psaltarpsalmer samt diktade hymner - känns igen. Utöver klostrens tideböner arrangerar ortodoxoa kyrkor ofta bönegudstjänster i församlingskyrkan. Det är exempelvis inte ovanligt med en vigilia kvällen före helgdag, och flera av morgonens tideböner kan utföras direkt före söndagens liturgi det vill säga nattvardsgudstjänst. Detaljerna kan skilja mycket mellan olika ortodoxa traditioner, men normalt leds bönegudstjänsterna av en präst.
I den koptiska kyrkan är tidegärden, agpeya en vanlig böneform även för lekmän.

## Inom islam
Inom islam räknas tidebönerna, salat, som hålls tre eller fem gånger om dagen, till en av islams fem pelare.

## Inom bahá'í
Bahá'í-tron specificerar tre tideböner (=olika obligatoriska böner), en kort, en medellång, och en lång bön. 
- Den korta obligatoriska bönen ska läsas en gång om dagen, vid middagstid.
- Den medellånga obligatoriska bönen läsas på morgonen, vid middagstid och på aftonen.
- Den långa obligatoriska bönen läsas en gång om dygnet.